# San Marco (sestiere de Venècia)
San Marco és un dels sis sestieri de Venècia, situat al cor de la ciutat, i considerat com el lloc principal de Venècia. El districte de San Marco també inclou l'illa de San Giorgio Maggiore. Tot i que el districte inclou la Plaça de Sant Marc, aquesta mai no ha estat administrada com a part del sestiere.

## Visió general
El petit barri inclou molts dels llocs d'interès més famosos de Venècia, com ara la plaça de Sant Marc, la basílica de Sant Marc, el Palau Ducal, el Harry's Bar, el Palazzo Dandolo, el Palazzo Corner Contarini dei Cavalli, el Palazzo Corner Valmarana, el Palazzo D'Anna Viaro Martinengo Volpi di Misurata., Palazzo Cavalli, San Moisè, el teatre La Fenice, el Palazzo Grassi i Palazzo Bellavite, i les esglésies de San Beneto, San Fantin, Santa Maria del Giglio, San Maurizio, San Moisè, Santo Stefano, San Salvador, San Zulian i San Samuele.
La zona és densament construïda i va ser la ubicació del govern de Venècia. Actualment és molt turístic i hi ha molts hotels, bancs i botigues cares.
San Marco també és un lloc que surt en diversos videojocs com ara Tekken, Assassin's Creed II i Venetica.